# Ficus austrina
Ficus austrina är en mullbärsväxtart som beskrevs av Edred John Henry Corner. Ficus austrina ingår i släktet fikonsläktet, och familjen mullbärsväxter. Inga underarter finns listade i Catalogue of Life.